# Chris Durkin
Chris Durkin (Hampton, 2000. február 8. –) amerikai korosztályos válogatott labdarúgó, a St. Louis City középpályása.

## Pályafutása

### Klubcsapatokban
Durkin a Virginia állambeli Hampton városában született. Az ifjúsági pályafutását a Richmond Kickers csapatában kezdte, majd a DC United akadémiájánál folytatta.
2016-ban mutatkozott be a DC United észak-amerikai első osztályban szereplő felnőtt keretében. A 2019–20-as szezonban a belga első osztályban szereplő Sint-Truiden csapatát erősítette kölcsönben. A lehetőséggel élve, 2020 nyarán a belga klubhoz igazolt. 2022. március 24-én hároméves szerződést kötött a DC United együttesével. Először a 2022. április 3-ai, Atlanta United ellen 1–0-ra elvesztett mérkőzésen lépett pályára. Első gólját 2022. július 31-én, az Orlando City ellen hazai pályán 2–1-es győzelemmel zárult találkozón szerezte meg. 2023 decemberében a St. Louis City-hez igazolt.

### A válogatottban
Durkin az U15-ös, az U17-es és az U20-as korosztályú válogatottakban is képviselte Amerikát.

## Statisztikák
2023. március 12. szerint
| Klub         | Szezon   | Osztály        | Bajnokság | Bajnokság | Kupa  | Kupa | Nemzetközi | Nemzetközi | Összesen | Összesen |
| Klub         | Szezon   | Osztály        | Meccs     | Gól       | Meccs | Gól  | Meccs      | Gól        | Meccs    | Gól      |
| ------------ | -------- | -------------- | --------- | --------- | ----- | ---- | ---------- | ---------- | -------- | -------- |
| DC United    | 2016     | MLS            | 0         | 0         | 1     | 0    | —          | —          | 1        | 0        |
| DC United    | 2017     | MLS            | 0         | 0         | 1     | 0    | —          | —          | 1        | 0        |
| DC United    | 2018     | MLS            | 23        | 0         | 2     | 0    | —          | —          | 25       | 0        |
| DC United    | 2019     | MLS            | 13        | 1         | 1     | 0    | —          | —          | 14       | 1        |
| DC United    | Összesen | Összesen       | 36        | 1         | 5     | 0    | 0          | 0          | 41       | 1        |
| Sint-Truiden | 2019–20  | Jupiler League | 13        | 1         | 2     | 0    | —          | —          | 15       | 1        |
| Sint-Truiden | 2020–21  | Jupiler League | 28        | 1         | 2     | 0    | —          | —          | 30       | 1        |
| Sint-Truiden | 2021–22  | Jupiler League | 27        | 0         | 0     | 0    | —          | —          | 27       | 0        |
| Sint-Truiden | Összesen | Összesen       | 68        | 2         | 4     | 0    | 0          | 0          | 72       | 2        |
| DC United    | 2022     | MLS            | 29        | 1         | 1     | 0    | —          | —          | 30       | 1        |
| DC United    | 2023     | MLS            | 3         | 1         | 0     | 0    | —          | —          | 3        | 1        |
| DC United    | Összesen | Összesen       | 32        | 2         | 1     | 0    | 0          | 0          | 33       | 1        |
| Összesen     | Összesen | Összesen       | 136       | 5         | 10    | 0    | 0          | 0          | 146      | 5        |